# Courtage
Courtage är den avgift som en fondkommissionär debiterar sin kund vid handel med värdepapper som till exempel aktier. Begreppet är skapat från det franska uttrycket för mäklare och mäklarfirma, courtier respektive société de courtage.
Det finns några olika sätt att ta ut denna avgift på. Dels kan den tas ut som en procentuell avgift på den summa du köper eller säljer för, dels kan den tas ut som en fast eller minimum avgift. De flesta nätbanker har ett courtage på cirka 1-100 kr. 
Kostnaden debiteras vanligen för både köp och försäljning. Ofta slås kostnader på samma dag och i samma riktning i samma papper samman, vilket innebär att kunden slipper betala kostnaden för flera order på samma dag i ett visst värdepapper, utan bara behöver betala som för ett köp/sälj. 
Exempel: En kund vill köpa 100 aktier i Alfa Laval för 135 kr/st. Detta skulle kosta 13 500 kr. Courtaget kostar 100 kr minimum eller 0,15%. 0,15 % av 13 500 är 20,25 och eftersom detta är lägre än minimikostnaden kommer kunden debiteras minimikostnaden på 100 kr. Totalsumman är därför 13 600 kr.